# Quasillites
Quasillites is een geslacht van uitgestorven kreeftachtigen uit de klasse van de Ostracoda (mosselkreeftjes).

## Soorten
- Quasillites (Beckmannillites) beckmanni Becker, 1988 †
- Quasillites (Jennillites) ambiguus Becker, 1989 †
- Quasillites (Jennillites) obtusa (Abushik, 1968) Lethiers & Raym, 1993 †
- Quasillites (Jennillites) umerus Becker, 1989 †
- Quasillites binodosus Swartz & Oriel, 1948 †
- Quasillites bohemicus (Pribyl, 1967) Pribyl, 1990 †
- Quasillites brevispinatus (Stewart, 1936) Peterson, 1964 †
- Quasillites cavaniferus (Stewart & Hendrix, 1945) Peterson, 1964 †
- Quasillites concentricus (Turner, 1939) Peterson, 1964 †
- Quasillites convexus Peterson, 1964 †
- Quasillites dictyinus Peterson, 1964 †
- Quasillites distributus (Coryell & Malkin, 1936) Peterson, 1964 †
- Quasillites ellipticus Gibson, 1955 †
- Quasillites fordei Coryell & Malkin, 1936 †
- Quasillites fromelennensis Milhau, 1983 †
- Quasillites funki Becker, 1965 †
- Quasillites geminatus Becker, 1971 †
- Quasillites geniconcavis Becker, 1989 †
- Quasillites hackberryensis Gibson, 1955 †
- Quasillites jubatus Kesling & Weiss, 1953 †
- Quasillites lecomptei Coen, 1985 †
- Quasillites lineatus (Turner, 1939) Peterson, 1964 †
- Quasillites lobatus Swartz & Oriel, 1948 †
- Quasillites muenchenrathensis Becker, 1965 †
- Quasillites mundulus (Stewart, 1936) Peterson, 1964 †
- Quasillites ornatus Swartz & Oriel, 1948 †
- Quasillites pentagonus Stewart, 1950 †
- Quasillites quasillitiformis (Polenova, 1952) Zbikowska, 1983 †
- Quasillites reticulatus Turner, 1939 †
- Quasillites rhomboidalis (Stewart, 1936) Peterson, 1964 †
- Quasillites serdobskovensis Egorova, 1966 †
- Quasillites sinecornu Adamczak, 1976 †
- Quasillites sublunatus (Stewart, 1936) Peterson, 1964 †
- Quasillites subobliquus Swartz & Oriel, 1948 †